# SNCAO CAO-200
Il C.A.O. 200 fu un aereo da caccia monomotore ad ala bassa sviluppato dall'azienda francese SNCAO, durante la seconda metà degli anni trenta del XX secolo e rimasto allo stadio di prototipo.

## Storia del progetto
Dopo il fallimento del programma relativo al caccia LN 161,  sviluppato in base alla specifica C.1 emessa dal Service technique de l'aéronautique (STAé) nel 1934, e vinta dal concorrente MS.405, la società Société anonyme Loire-Nieuport intraprese la progettazione di un aereo completamente nuovo, dotato di elevate prestazioni. Proprio nel 1936 era stata emessa la nuova Specifica A23, che prevedeva la creazione di un caccia monoplano monoposto, dotato di un motore Hispano-Suiza 12Y-51 da 1 000 hp, velocità minima di 500 chilometri all'ora ad un'altitudine di 4 000 metri.  Alla specifica risposero le ditte Dewoitine, Morane-Saulnier, Arsenal de l'Aéronautique e SNCAO.
Abbandonando completamente lo stile del precedente LN 161, la Nieuport propose un nuovo velivolo a carrello retrattile ed abitacolo chiuso, che originariamente venne identificato come LN 60, ma tale denominazione fu abbandonata e l'aereo rinominato CAO-200. Tale differenza nei nomi si spiega con il fatto che nel 1936 l'azienda Nieuport era stata nazionalizzata divenendo parte del gruppo Société nationale des constructions aéronautiques de l'ouest (SNCAO).
Un mockup a grandezza naturale dell’aereo venne esibito al 18º Salon d'Aviation di Le Bourget del 1938, che allora si teneva presso il Grand Palais, ma non suscitò molto interesse. In quel momento in Germania era stata avviata la produzione della versione D  del Messerschmitt Bf 109, mentre per l'anno successivo era previsto l'avvio della produzione della versione E dotata di una velocità massima di 570 km/h.  Gli ingegneri francesi dovettero modificare il progetto, che nella sua forma definitiva CAO.200 ricevette il propulsore Hispano-Suiza 12Y-31 da 860 hp al posto del 12Y-51 da 1 100 hp (861 kW), ed ebbe aumentate le dimensioni, la forma (con l'adozione di due derive supplementari) e le superfici degli stabilizzatori.   Il prototipo effettuò il primo volo  a Villacoublay il 31 gennaio 1939, tre mesi più tardi rispetto al suo principale concorrente, il Dewoitine D.520.

## Descrizione tecnica
Progettato dall’ingegnere Marie, il CAO-200 era un monoplano ad ala bassa di costruzione interamente metallica. L’ala monolongherone a rivestimento lavorante ricoperta di lamierino. Le alette a fessura, posizionate sul bordo d’entrata alare, erano collegate con i flap del bordo d’uscita, e si aprivano in automatico quando i flap erano al di sotto dei 40° e l’incidenza del timone poteva essere variata. Due superfici verticali ausiliarie furono aggiunte al timone dopo i collaudi. La parte anteriore della fusoliera monoscocca era costruita in tubi d’acciaio, saldati elettricamente, ricoperti di pannelli di duralluminio staccabili, mentre la sezione posteriore era costituita da un guscio di duralluminio. 
Il carrello d'atterraggio era triciclo posteriore retrattile, con le gambe principali che rientravano verso l’interno con azionamento idraulico. Il pattino di coda era fisso.
Il propulsore in linea Hispano-Suiza 12Y-51 a 12 cilindri a V raffreddati a liquido, erogava una potenza di 1 100 hp ed azionava un'elica tripala metallica a passo variabile in volo. L'armamento previsto si basava su un cannone Hispano-Suiza HS.404 da 20 mm, installato tra i banchi cilindri del motore, e sparante dal mozzo dell’elica, e due mitragliatrici MAC 1934 da 7,5 mm.

## Impiego operativo
Dopo aver effettuato 30 ore di volo, e ricevuto alcune modifiche, nell’agosto 1939 il prototipo fu consegnato al Centre d'Essais de Matériels Aériens (CEMA) di Villacoublay per effettuare le prove ufficiali che diedero esito positivo, ma nel mese di settembre l’Armée de l'air scelse per la produzione in grande serie il rivale D.520. Nonostante ciò fu emesso un ordine per la produzione di 12 CAO.200 equipaggiati con il propulsore Hispano-Suiza 12Y-51 da 1 100 hp, con cui si prevedeva che il modello raggiungesse una velocità massima di 600 km/h a 5 000 m. Nessuno di questi aerei venne completato a causa del precipitare della situazione bellica del maggio 1940, che culminò con la firma dell’armistizio del 22 giugno.  Il neocostituito governo di Vichy rifiutò di finanziare molti dei progetti minori allora in corso.
Durante il corso della battaglia di Francia il prototipo fu consegnato al GC I/145 "Warsawa" che combatteva con piloti polacchi.  Questo Groupe de Chasse all'inizio dell'anno aveva ricevuto i caccia leggeri Caudron CR.714C.1 Cyclone, e durante i combattimenti aveva abbattuto 8 (o 12) aerei nemici, perdendo 12 dei suoi caccia. Per ripianare le perdite il prototipo CAO.200 venne consegnato al reparto ed impiegato in combattimento. Secondo alcune fonti il comandante del GC I/145 (ed anche capo pilota della SNCAO) M. Demazieres abbatté con esso, il 5 maggio 1940, un bombardiere Heinkel He 111.  Nell'autunno dello stesso anno i tedeschi requisirono il prototipo e lo portarono in Germania per effettuare alcuni test, dove fu infine demolito.

### Annotazioni
1. ↑  Rispettivamente con il Dewoitine D.520, il Morane-Saulnier MS.450, l’Arsenal VG-33 e il SNCAO 200.
2. ↑  In seguito alle modifiche adottate i flap si aprivano automaticamente al di sotto dei 32°.
3. ↑  Fu montato un collettore per i tubi di scarico che portò ad un aumento della velocità massima pari a 16 km/h.
4. ↑  Secondo alcune testimonianze la prima sortita effettuata dal prototipo fu anche l'ultima.

### Fonti
1. 1 2 3 4 5 6 7 8 9 10 11 12 13 14  Green 1974, p. 30.
2. ↑  Green, Swamborough 1997, p. 107.
3. 1 2 3 4 5 6 7 8 9 10 11 12 13 14 15 16  Уголок неба.
4. ↑  Green 1960, p. 45.
5. ↑  Green 1960, p. 20.
6. ↑  Flight 1 December 1938, p. 489.
7. 1 2 3  Green 1960, p. 37.
8. ↑  Green 1960, pp. 37-38.
9. ↑  Green 1960, p. 38.
10. 1 2  Breffort, Jouineau 2004, pp. 80-81.